# Wickwar
Wickwar est une paroisse civile et un village du Gloucestershire, en Angleterre.